# راي براون (لاعب كرة قاعدة أمريكي)
راي براون (بالإنجليزية: Ray Brown)‏ هو لاعب كرة قاعدة أمريكي، ولد في 23 فبراير 1908 في ألغر في الولايات المتحدة، وتوفي في 8 فبراير 1965 في دايتون في الولايات المتحدة.

## وصلات خارجية
- راي براون (لاعب كرة قاعدة أمريكي) على موقعبيزبول رفرنس.كوم (الدوري الرئيسي) (الإنجليزية)
- راي براون (لاعب كرة قاعدة أمريكي) على موقعبيزبول رفرنس.كوم (الدوري الثانوي) (الإنجليزية)
- راي براون (لاعب كرة قاعدة أمريكي) على موقع قاعة مشاهير كرة القاعدة (الإنجليزية)